# Supercupa României 1998
Supercupa României 1998 a fost cea de-a treia ediție a Supercupei României. Meciul a avut loc între campioana Diviziei A 1997-1998, Steaua București, și câștigătoarea Cupei României 1997-1998, Rapid București. Echipa câștigătoare a fost Steaua București.
| 9 septembrie 1998 19:30 | Steaua București                                              | 4 - 0    | Rapid București | Stadionul Național Spectatori: 35.000 Arbitru: Aron Huzu (Sibiu) |
| 9 septembrie 1998 19:30 | Dennis Șerban 19' Laurențiu Roșu 27', 69' Ilie Dumitrescu 87' | (Raport) |                 | Stadionul Național Spectatori: 35.000 Arbitru: Aron Huzu (Sibiu) |

| Steaua București | Rapid București |

| STEAUA BUCUREȘTI: |    |                      |     |     |
|                   |    |                      |     |     |
| P                 | -- | Florin Tene          |     |     |
| F                 | -- | Laurențiu Reghecampf | 72' |     |
| FC                | -- | Valeriu Răchită      | 68' |     |
| FS                | -- | Iulian Miu           | 63' |     |
| F                 | -- | Adrian Matei         | 74' |     |
| F                 | -- | Marius Baciu         |     |     |
| MO                | -- | Erik Lincar          | 80' |     |
| MO                | -- | Dennis Șerban        | 79' |     |
| A                 | 24 | Ilie Dumitrescu      | 65' |     |
| A                 | -- | Laurențiu Roșu       |     |     |
| A                 | 7  | Marius Lăcătuș       | 14' | 78' |
| Rezerve:          |    |                      |     |     |
| A                 | –– | Cristian Ciocoiu     |     | 78' |
| MD                | -- | Damian Militaru      | 79' |     |
| M                 | -- | Marius Coporan       | 80' |     |
| Antrenor:         |    |                      |     |     |
| Mihai Stoichiță   |    |                      |     |     |

| RAPID BUCUREȘTI: |    |                    |     |     |     |
|                  |    |                    |     |     |     |
| P                | -- | Bogdan Lobonț      |     |     |     |
| FD               | -- | Nicolae Stanciu    |     |     |     |
| FC               | -- | Ștefan Nanu        |     |     |     |
| FC               | -- | Mircea Rednic      |     |     |     |
| FS               | -- | Cristian Dulca     | 81' |     |     |
| M                | -- | Mugur Bolohan      |     |     |     |
| M                | -- | Dorel Mutică       | 36' |     |     |
| M                | -- | Marius Măldărășanu | 85' |     |     |
| M                | -- | Zeno Bundea        |     |     |     |
| A                | -- | Marius Șumudică    | 50' |     |     |
| A                | -- | Daniel Pancu       | 21' | 43' |     |
| Rezerve:         |    |                    |     |     |     |
| A                | –– | Ovidiu Maier       |     | 43' | 56' |
| A                | -- | Sergiu Radu        |     | 50' |     |
| F                | -- | Mario Bugeanu      |     | 81' |     |
| Antrenor:        |    |                    |     |     |     |
| Mircea Lucescu   |    |                    |     |     |     |

| Oficialii meciului - Arbitri asistenți: : - Nicolae Grigorescu (Timișoara) - Patrițiu Abrudan (Cluj-Napoca) - Al patrulea oficial: Jucătorul meciului | Reguli - 90 minute - 30 minute de prelungire (două reprize de 15 minute) - Lovituri de departajare dacă scorul este egal după 120 de minute - Șapte jucători pe banca de rezervă - Maxim trei înlocuiri |